# Les Pionniers de l'Espérance

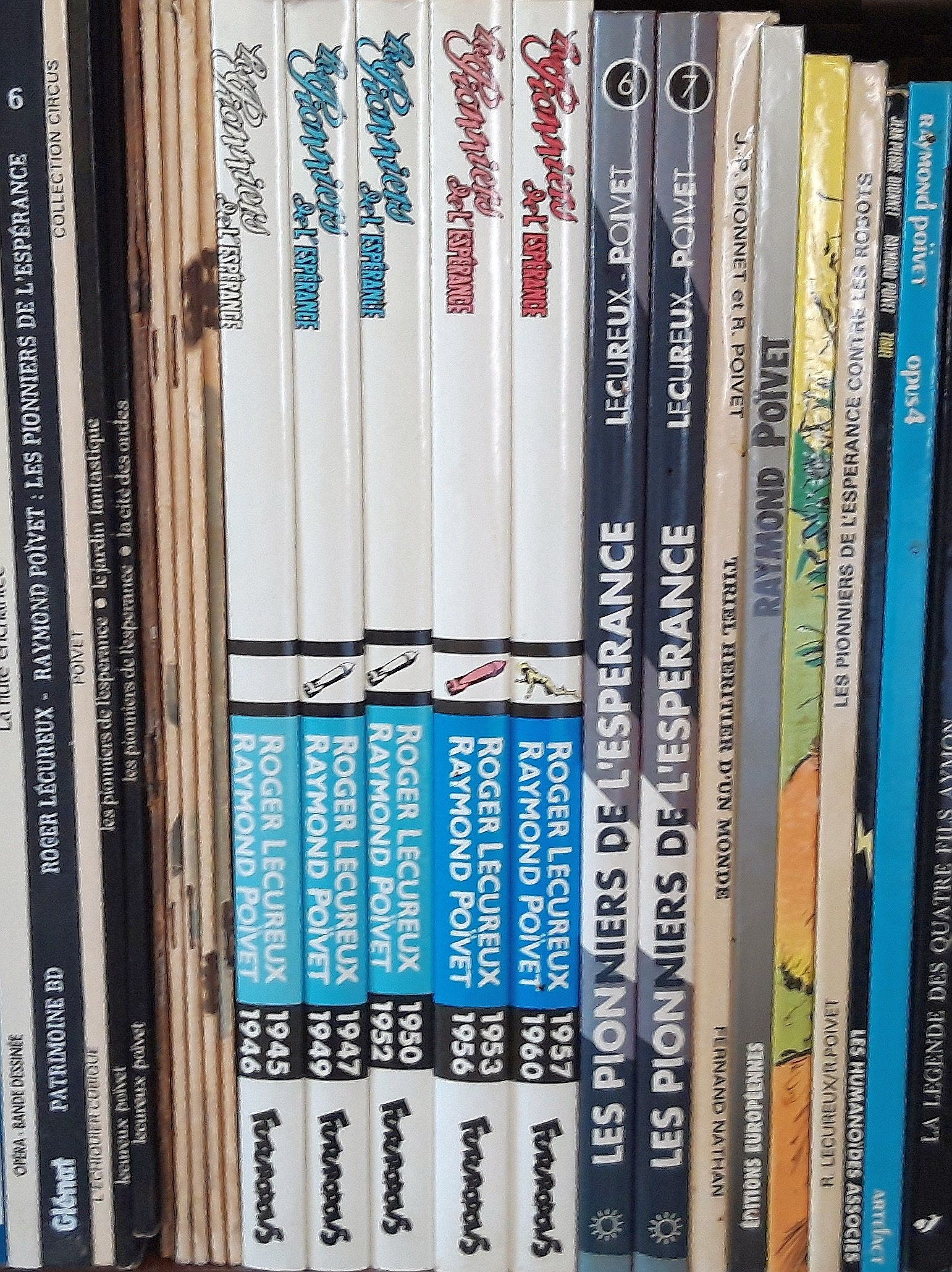
Les Pionniers de l'Espérance.

Les Pionniers de l'Espérance est une série de bande dessinée de science-fiction scénarisée par Roger Lécureux et dessinée par Raymond Poïvet. Elle a été publiée du 14 décembre 1945 — dans le no 45 de Vaillant, où elle paraissait en couleur — jusqu'au 26 septembre 1973 — en noir et blanc, dans le no 239 de Pif Gadget (date de la mise en disgrâce de Poïvet). La série est la première grande bande dessinée française de science-fiction.

## Contexte politique
Créée au lendemain de la Seconde Guerre mondiale sur recommandation personnelle à la rédaction de Vaillant du conférencier et écrivain Alexandre Ananoff, auteur du livre L'Astronautique en 1950 (et « père inspirateur » dans la conception de la fusée lunaire dessinée par Hergé dans Objectif Lune et On a marché sur la Lune), cette série à orientation pacifiste contait les aventures d'une équipe cosmopolite d'aventuriers, chargée de défendre la planète Terre et ses valeurs de liberté, de fraternité et de progrès social et technologique, contre toutes sortes d'ennemis extraterrestres. C'est pour cette raison que le titre initial de la série devait être L'Espéros, puis L'Espérance, avant de devenir in fine celui connu par tous (pour « l'espoir d'un monde meilleur », dixit Roger Lécureux).
D'après la revue Beaux Arts : « L'orientation politique du journal est transparente dans la série, qui évite certains écueils racistes des strips américains et promeut des valeurs antiracistes et audacieusement anticolonialistes. La lutte en faveur de l'émancipation des peuples, si surannée qu'elle puisse paraitre aujourd'hui, était alors un sujet douloureux sur lequel les pionniers avaient résolument pris parti. »

## Synopsis
L'histoire commence au moment où la mystérieuse planète Radias se rapproche dangereusement de la Terre en provoquant maints cataclysmes naturels et destructions. Le conseil mondial envoie alors le vaisseau spatial Espérance à sa rencontre avec pour mission de stopper la menace. À son bord, une équipe de six aventuriers : Robert, un ingénieur français ; Tom, un autre Français (Martiniquais) ; Maud, une Américaine ; Tsin-Lu, une Chinoise ; Rodion, un Soviétique et Wright, un Anglais. Ce point de départ est donc le même que pour Flash Gordon.
Dès le premier épisode, l'équipe se réduit à quatre membres à la suite du décès de Tom et de Wright. Robert est renommé Tangha, qui a une consonance plus héroïque et « spatiale ». Par la suite, les deux personnages de Maud et Tangha occuperont peu à peu le devant de la scène constituant ainsi, avant Laureline et Valérian, l'un des premiers couples de la bande dessinée de science-fiction.
L'équipe se reconstituera quatre épisodes avant la fin de leurs aventures lors de la création du service spécial RITE (Recherches et Investigations dans le Temps et l'Espace) dont le rôle consistera à compléter la connaissance de l'histoire de l'humanité et de l'univers. Alors que les héros vivaient au XXIe siècle, ils seront désintégrés et réintégrés au Le siècle où ils s'illustreront dans ces explorations.

## Technique graphique
À l'occasion de la parution de la série en récits complets dans Pif Gadget, Raymond Poïvet expérimenta une technique de dessin au feutre qu'il fut l'un des premiers à pratiquer. Son dessin devint également plus esquissé, donnant parfois l'impression d'une ébauche inachevée (n'oublions pas qu'il fut dessinateur de mode à ses débuts, d'où cette inclination aux croquis rapides mais efficaces, allant à l'essentiel — indispensable également dans un prétoire). Il résulta de l'ensemble une ambiance assez étrange, car à contre-courant des styles graphiques de journaux tels que Vaillant.

## Publication desPionniers de l'Espérance
Cette série est parue partiellement en albums aux éditions Vaillant, en 1947 puis de 1960 à 1962. En 1984, Futuropolis entame une nouvelle édition intégrale qui s'interrompt au bout de cinq ouvrages avec la fin de cet éditeur. Soleil Productions reprend le flambeau en 1994, publiant ainsi les épisodes des années 1965 à 1967. Au début des années 2000, 51 histoires — plus de la moitié ! — de cette série mythique n'ont jamais été reprises en albums.
À partir de 2009, les éditions du Taupinambour comblent une partie de ces lacunes avec des albums inédits en tirage très limité.
En novembre 2021, les éditions Fordis lancent un projet d'édition intégrale dans le même format que les volumes Futuropolis qui seront repris dans cette intégrale de même que ceux parus au Taupinambour.

### Périodiques
De 1945 à 1969 dans Vaillant puis de 1969 à 1973 dans Pif, soit 81 histoires pour 1 971 planches, durant 28 années,.
Parutions succédant aux 1res publications en magazine :
- 1960 : La Cité de Bangra dans le bimensuel Satellite Images nos 1 à 4 (dérivé de la revue de science-fiction Satellite),  éd. Scientifiques et Littéraires
- 1967 : Les Forbans de l’espace dans Phénix nos 3 et 4
- 1971 : Inaccessible 7 dans Ran Tan Plan nos 23 et 24
- 1974 : Le professeur Marvel a disparu dans Ran Tan Plan nos 32 à 35
- 2004 : La Dernière Sépulture dans Bang ! no 7 (le dernier épisode de la série)

### Albums
- 1947 : Vers l’Ourang mystérieux, coll. Les Albums Vaillant, éd. Vaillant
- 1960 : Kataraz la maudite, coll. Les Grandes Aventures no 4,  éd. Vaillant
- 1961 : Aquatide la cité des ondes, coll. Les Grandes Aventures no 8,  éd. Vaillant
- 1961 : Le Jardin fantastique, coll. Les Grandes Aventures no 12,  éd. Vaillant
- 1961 : 20° latitude sud, coll. Les Grandes Aventures no 13,  éd. Vaillant (contient également C’était il y a 50 000 ans[7] et Rouge et or ; seule la 1re histoire est une aventure des Pionniers)
- 1962 : On a volé les plans du satellite artificiel !, coll. Les Grandes Aventures no 16,  éd. Vaillant
- 1962 : Radias, la planète aux mille secrets, coll. Les Grandes Aventures no 18,  éd. Vaillant (réédition de l’album de 1947 Vers l’Ourang mystérieux)
- 1968 : Le Jardin fantastique (suivi de Le Désert blanc), coll. Images et aventures no 10,  éd. Vaillant (réédition augmentée et en couleur de l’album de 1961)
- 1974 : Les Pionniers de l’Espérance contre les robots,  éd. du Kangourou (version couleur de Inaccessible 7)
- 1979 : La Cité des ondes, éd. du Fromage (réédition de l’album Vaillant Aquatide la cité des ondes de 1961)
- 1979 : Le Jardin fantastique,  éd. du Fromage (réédition de l’album Vaillant de 1961)
- 1984 à 1994 : recueils des Pionniers de l’Espérance aux  éd. Futuropolis, coll. Copyright (1 à 5), et  éd. Soleil (6 et 7)
  1. Vers l’Ourang mystérieux - La Cité de Bangra (1945 à 1946) (1984)
  2. Le Désert blanc - Kataraz la maudite - Cinq-cent mille ans avant[7] (1947 à 1949) (1984)
  3. La Cité des ondes - Le Secret de Jacques Ferrand - Le professeur Marvel a disparu (1950 à 1952) (1984)
  4. Le Jardin fantastique - Caluda (1953 à 1956) (1988)
  5. Échec aux Zions - Inaccessible 7 (1957 à 1960) (1989)
  6. Il n’est jamais trop tard - L’Otage des profondeurs - La Première Fugue - La Terre sautera ce soir ! - Les Buveurs de mers - Les Prisonniers du temps - Le Paradis du professeur Danvers - Les Naufragés de l’espace (1965 à 1966) (1994)
  7. Le Cas du docteur Kitt - Quatre moins deux égale un - Les Mirages d’or - Destination infini - L’Étrange Fin du capitaine Jork - Une chaude affaire - La Conquête silencieuse - L’Invulnérable X (1966 à 1967) (1994)
  8. prévu en 1995, mais non publié. Devait comporter Les Compagnons de Nibor et Les Forbans de l’espace (1960 à 1963 - fin des récits à feuilleton hebdomadaire)
- 2005 : Les Hommes aux yeux d’or,  éd. Glénat (comprend Caluda de 1957-58 plus un dossier Poïvet)
- 2009 à 2010 : recueils des Pionniers de l’Espérance aux éd. du Taupinambour
  1. L’Affaire des héros - La Tête d’épingle - L’Homme de chair - Les Cobayes du cosmos
  2. Un soleil a disparu - Les Hommes-papillons - La Mort de Tangha - La Planète Diamant
  3. Les Grands Monstres - L’Armada fantôme - Les Oiseaux poignards - Le Fléau d’or
  4. Les Robinsons de la planète X - Le Jour où la Terre se rendit - Les Garrots vivants - L’Homme poussière
  5. Le Hérisson de métal - Un simple cauchemar - La Pierre de joie - La Créature du 02-10-2069

HS. Les Compagnons de Nibor

## Récompenses
La Société française de bandes dessinées décerne en 1969 son Grand Prix aux Pionniers de l'Espérance.

## Anecdotes
- La première maquette du vaisseau spatial de L'Espérance, sculptée dans un petit morceau de bois en 1945, était peinte d'une croix de Lorraine et de l'inscription « France Lorraine ». La dernière maquette était entièrement démontable, chacune de ses parties ayant une fonction parfaitement définie par le dessinateur.
- Pour décrire Le Jardin fantastique en 1951, Poïvet et son fils ont parcouru le jardin familial avec un cystoscope rigide.
- Le récit complet La Mousse verte en 1970 est inspiré du film Danger planétaire (The Blob, 1958), avec Steve McQueen.